# Papphahn
Papphahn – popularna nazwa 4-szelągowej monety meklemburskiej bitej przez księcia Hansa Albrechta II, przedstawiającej na awersie herb, a na rewersie orła, zwanego potocznie papugą, z cyfrą 4 na piersi. Nazwę papphahn rozciągnięto później na inne 4-szelągowe lub 1/12-talarowe monety.